# دیوید آبل (فیلم‌بردار)
دیوید ابل (انگلیسی: David Abel؛ ۱۵ دسامبر ۱۸۸۳ – ۱۲ نوامبر ۱۹۷۳) یک فیلم‌بردار اهل هلند بود.

## فیلم‌شناسی
- بلندپرواز باش
- تائیس
- طلاق گی
- کلاه سیلندری
- هاکلبری فین
- حقیقت تلخ
- مادام باترفلای